# Tempo Kairós
Tempo Kairós é o primeiro álbum ao vivo do grupo Ellas e o terceiro da carreira, lançado em 2005 pela MK Music.
O álbum foi produzido por Kleber Lucas e foi gravado na  Igreja Batista Ebenézer, em Duque de Caxias, no dia 29 de janeiro de 2005.
Por esse trabalho, foram indicadas ao Troféu Talento 2006, na categoria Melhor Grupo.

## Faixas
1. Louve (Kleber Lucas e Ellas)
2. Largado em Suas Mãos (Roberta Lima)
3. Segundo Teu Coração (Davi Fernandes e Gil)
4. O Som da Chuva (Kleber Lucas e Ellas)
5. Santo Deus (Betânia Lima)
6. Tempo Kairós (Roberta Lima)
7. Flechas de Areia (Roberta Lima)
8. Noiva Linda (Betânia Lima)
9. Cantai Louvores (Davi Fernandes e Gil)
10. Se Prepare (Valéria Lima)
11. Manhã da Ressurreição (Elizeu Gomes)
12. Estou Aqui (Kirk Franklin/Versão: Betânia Lima)

## Ficha Técnica
- Produção Executiva: MK Publicitá
- Músicas: Louve, Flechas de Areia, Segundo o Teu Coração, Som da Chuva, Santo Deus, Noiva Linda, Se Prepare e Estou Aqui
- Gravado no KLC Studio
- Produção Musical: Kleber Lucas
- Técnico de Gravação: Geidson Eller, Everson e Val Martins
- Assistente de Estúdio: Rafael Melo
- Arranjos: Kleber Lucas e Daniel Souza
- Bateria: Pingo
- Baixo: Estevão Ribeiro
- Piano: Daniel Souza
- Teclados e Programação: Daniel Souza
- Guitarras e Violões: André Santos
- Back Vocal: Roberta Lima, Betânia Lima e Valéria Lima (Participação de Marina de Oliveira, Grupo Promisse, Jairo e Coral Rolmusic na música "Estou Aqui")
- Músicas: Cantai Louvores e Ressurreição
- Gravado no KLC Studio
- Produção Musical: Kleber Lucas
- Técnico de Gravação: Val Martins
- Assistente de Estúdio: Rafael Melo
- Arranjos: Val Martins
- Bateria: Márcio Horsth, em Cantai Louvores, e Sérgio Melo, em Ressurreição
- Baixo: Rogério Dy castro
- Piano: Val Martins
- Teclados e Programação: Val Martins
- Guitarras e Violões: Silas Fernandes e Duda Andrade, em Cantai Louvores, e Sérgio Knust em Ressurreição.
- Back Vocal: Roberta Lima, Betânia Lima e Valéria Lima, em Cantai Louvores, e Roberta Lima, Betânia Lima, Valéria Lima, Lilian Azevedo, Marquinhos Menezes, Márcio Horsth e Val Martins, em Ressurreição.
- Músicas: Tempo Kairós e Largado em Suas Mãos
- Gravado no Estúdio MS Produções
- Técnico de Gravação: Marcelo Soares
- Arranjos: Roberta Lima
- Teclados e Programação: Cristiano Rangel
- Back Vocal: Coral Rolmusic e Grupo Sou Livre
- Cabelos: Ellas Praise
- Fotos: Sérgio Menezes
- Criação de Capa: MK Publicitá

## Clipes
- Louve
- O som da chuva